# IndyCar Series 2009
Die IndyCar-Series-Saison 2009 war die 14. Saison der IndyCar Series und die 88. Meisterschaftssaison im US-amerikanischen Formelsport. Ursprünglich sollte sie in 19 Rennen ausgetragen werden. Da sich der Veranstalter aber mit dem Veranstalter Surfers Paradies nicht auf einen Termin einigen konnte und das Rennen auf der Belle Isle in Detroit aufgrund der aktuellen Wirtschaftskrise frühzeitig abgesagt wurde, bestand die Saison 2009 nur aus 17 Rennen.
Das Starterfeld war gegenüber der Saison 2008 nicht etwa, wie zunächst erwartet wurde, weiter gewachsen, sondern deutlich geschrumpft. Abgesehen von den Top-Teams Penske, Ganassi, Andretti-Green und Newman/Haas/Lanigan hatten die anderen Teams oftmals nur ein Auto am Start; allerdings sind die zwei Teams Luczo Dragon Racing und Team 3G neu hinzugekommen, die in der Saison 2008 nur vereinzelte Einsätze hatten.
Bei der Punktevergabe ergab sich folgende Veränderung: Für die meisten Führungsrunden wurden nur noch zwei statt drei Bonuspunkte vergeben, im Gegenzug wurde die Pole-Position mit einem Punkt belohnt.
Den Meistertitel gewann zum zweiten Mal Dario Franchitti.

## Teams und Fahrer
Alle Teams benutzten Chassis von Dallara, Motoren von Honda und Reifen von Firestone.
| Team                       | Nr.   | Fahrer            | Rennen               |
| -------------------------- | ----- | ----------------- | -------------------- |
| Target Chip Ganassi Racing | 09    | Scott Dixon       | 1–17                 |
| Target Chip Ganassi Racing | 10    | Dario Franchitti  | 1–17                 |
| Penske Racing              | 03    | Will Power        | 1                    |
| Penske Racing              | 03    | Hélio Castroneves | 2–17                 |
| Penske Racing              | 06    | Ryan Briscoe      | 1–17                 |
| Penske Racing              | 12    | Will Power        | 2, 4, 10–12, 14      |
| Andretti Green Racing      | 07    | Danica Patrick    | 1–17                 |
| Andretti Green Racing      | 11    | Tony Kanaan       | 1–17                 |
| Andretti Green Racing      | 25    | Franck Montagny   | 14                   |
| Andretti Green Racing      | 26    | Marco Andretti    | 1–17                 |
| Andretti Green Racing      | 27    | Hideki Mutoh      | 1–17                 |
| Vision Racing              | 20    | Ed Carpenter      | 1–17                 |
| Vision Racing              | 21    | Ryan Hunter-Reay  | 1–6                  |
| Dreyer & Reinbold Racing   | 24    | Mike Conway       | 1–17                 |
| Dreyer & Reinbold Racing   | 23    | Darren Manning    | 1–2                  |
| Dreyer & Reinbold Racing   | 23    | Milka Duno        | 3–4, 6, 9, 12–15, 17 |
| Dreyer & Reinbold Racing   | 23    | Tomas Scheckter   | 5, 7–8, 10–11        |
| Dreyer & Reinbold Racing   | 23    | Roger Yasukawa    | 16                   |
| Dreyer & Reinbold Racing   | 43    | John Andretti     | 4                    |
| Dreyer & Reinbold Racing   | 43    | Tomas Scheckter   | 6, 12, 15–17         |
| Dreyer & Reinbold Racing   | 44    | Davey Hamilton    | 4                    |
| Newman/Haas/Lanigan Racing | 02    | Graham Rahal      | 1–17                 |
| Newman/Haas/Lanigan Racing | 06    | Robert Doornbos   | 1–12                 |
| Newman/Haas/Lanigan Racing | 06    | Oriol Servià      | 13–16                |
| Newman/Haas/Lanigan Racing | 40202 | Alex Lloyd        | 17                   |
| Panther Racing             | 04    | Dan Wheldon       | 1–17                 |
| Panther Racing             | 16    | Scott Sharp       | 4                    |
| HVM Racing                 | 00    | Nelson Philippe   | 4                    |
| HVM Racing                 | 13    | E. J. Viso        | 1–17                 |
| HVM Racing                 | 33    | Robert Doornbos   | 13–17                |
| A. J. Foyt Enterprises     | 14    | Vitor Meira       | 1–4                  |
| A. J. Foyt Enterprises     | 14    | Paul Tracy        | 5                    |
| A. J. Foyt Enterprises     | 14    | A. J. Foyt IV     | 6                    |
| A. J. Foyt Enterprises     | 14    | Ryan Hunter-Reay  | 7–17                 |
| A. J. Foyt Enterprises     | 41    | A. J. Foyt IV     | 4                    |
| Team 3G                    | 98    | Stanton Barrett   | 1–5, 16              |
| Team 3G                    | 98    | Jaques Lazier     | 6–8, 12, 15, 17      |
| Team 3G                    | 98    | Richard Antinucci | 9–11, 13–14          |
| Luczo Dragon Racing        | 02    | Raphael Matos     | 1–17                 |
| KV Racing Technology       | 5     | Mario Moraes      | 1–12, 14–17          |
| KV Racing Technology       | 5     | Paul Tracy        | 13                   |
| KV Racing Technology       | 8     | Townsend Bell     | 4                    |
| KV Racing Technology       | 15    | Paul Tracy        | 4, 9–11              |
| Dale Coyne Racing          | 18    | Justin Wilson     | 2–17                 |
| Dale Coyne Racing          | 19    | Justin Wilson     | 1                    |
| Dale Coyne Racing          | 19    | Tomas Scheckter   | 4                    |
| Conquest Racing            | 34    | Alex Tagliani     | 1–2, 4, 6, 10–11     |
| Conquest Racing            | 34    | Nelson Philippe   | 14                   |
| Conquest Racing            | 34    | Kosuke Matsuura   | 16                   |
| Conquest Racing            | 36    | Bruno Junqueira1  | 4                    |
| Conquest Racing            | 36    | Alex Tagliani1    | 4                    |
| Sarah Fisher Racing        | 67    | Sarah Fisher      | 3–4, 6, 12, 15, 17   |
| Sam Schmidt Motorsports    | 99    | Alex Lloyd        | 4                    |
| Hemelgarn Racing           | 91    | Buddy Lazier      | 4                    |
| Rahal Letterman Racing     | 17    | Oriol Servià      | 4                    |

1Junqueira qualifizierte sich für das Indy 500, wurde aber durch Alex Tagliani ersetzt, der sich mit seinem Auto nicht qualifizieren konnte.

## Rennkalender
Es wurden 17 Rennen ausgetragen. Zehn Rennen wurden auf Ovalen, vier auf Straßenkursen bzw. temporären Rennstrecken und drei auf Rennstrecken ausgetragen.
| Nr.  | Datum         | Veranstaltung (Strecke)                                      | Distanz (Meilen) | Erster      | Zweiter     | Dritter    | Pole-Position | Schnellste Runde | Meiste Führungsrunden |
| ---- | ------------- | ------------------------------------------------------------ | ---------------- | ----------- | ----------- | ---------- | ------------- | ---------------- | --------------------- |
| 1.   | 5. April      | Honda Grand Prix of St. Petersburg (St. Petersburg) (T)      | 180              | Briscoe     | Hunter-Reay | Wilson     | Rahal         | Wilson           | Wilson                |
| 2.   | 19. April     | Toyota Grand Prix of Long Beach (Long Beach) (T)             | 167,28           | Franchitti  | Power       | Kanaan     | Power         | Briscoe          | Franchitti            |
| 3.   | 26. April     | Road Runner Turbo Indy 300 (Kansas City) (O)                 | 304              | Dixon       | Castroneves | Kanaan     | Rahal         | Briscoe          | Dixon                 |
| 4.   | 24. Mai       | Indianapolis 500-Mile Race (Indianapolis) (O)                | 500              | Castroneves | Wheldon     | Patrick    | Castroneves   | Franchitti       | Dixon                 |
| 5.   | 31. Mai       | ABC Supply A. J. Foyt Indy 225 (West Allis) (O)              | 228,375          | Dixon       | Briscoe     | Franchitti | Briscoe       | Dixon            | Briscoe               |
| 6.   | 6. Juni       | Bombardier Learjet 550 (Fort Worth) (O)                      | 331,74           | Castroneves | Briscoe     | Dixon      | Franchitti    | Briscoe          | Briscoe               |
| 7.   | 21. Juni      | Iowa Corn Indy 250 (Newton) (O)                              | 223,5            | Franchitti  | Briscoe     | Mutoh      | Castroneves   | Mutoh            | Briscoe               |
| 8.   | 27. Juni      | SunTrust Indy Challenge (Richmond) (O)                       | 225              | Dixon       | Franchitti  | Rahal      | Franchitti    | Dixon            | Dixon                 |
| 9.   | 5. Juli       | Camping World Indy Grand Prix at The Glen (Watkins Glen) (P) | 202,2            | Wilson      | Briscoe     | Dixon      | Briscoe       | Briscoe          | Wilson                |
| 10.  | 12. Juli      | Honda Indy Toronto (Toronto) (T)                             | 146,285          | Franchitti  | Briscoe     | Power      | Franchitti    | Briscoe          | Franchitti            |
| 11.  | 26. Juli      | Rexall Edmonton Indy (Edmonton) (F)                          | 187,435          | Power       | Castroneves | Dixon      | Power         | Conway           | Power                 |
| 12.  | 1. August     | Meijer Indy 300 (Sparta) (O)                                 | 296              | Briscoe     | Carpenter   | Kanaan     | Dixon         | Carpenter        | Dixon                 |
| 13.  | 9. August     | Honda Indy 200 at Mid-Ohio (Lexington) (P)                   | 191,93           | Dixon       | Briscoe     | Franchitti | Briscoe       | Dixon            | Dixon                 |
| 14.  | 23. August    | Indy Grand Prix of Sonoma (Sonoma) (P)                       | 172,725          | Franchitti  | Briscoe     | Conway     | Franchitti    | Castroneves      | Franchitti            |
| 15.  | 29. August    | PEAK Antifreeze & Motor Oil Indy 300 (Joliet) (O)            | 304              | Briscoe     | Dixon       | Moraes     | Briscoe       | Scheckter        | Briscoe               |
| 16.  | 19. September | Indy Japan 300 (Motegi) (O)                                  | 304              | Dixon       | Franchitti  | Rahal      | Dixon         | Dixon            | Dixon                 |
| 17.1 | 11. Oktober   | Firestone Indy 300 (Homestead) (O)                           | 297              | Franchitti  | Briscoe     | Dixon      | Franchitti    | Dixon            | Briscoe               |

- 1 Erstes Rennen ohne Unterbrechung (Caution) in der Geschichte der IndyCar Series.
- Erklärung: O: Ovalkurs, T: temporäre Rennstrecke (Stadtkurs), P: permanente Rennstrecke, F: Flugplatzkurs

## Fahrerwertung
| Platz | Fahrer            | Team                                   | STP | LBE | KAN | IND | MIL | TEX | IOW | RIC | WAT | TOR | EDM | KEN | MID | SON | CHI | MOT | HOM | Punkte |
| ----- | ----------------- | -------------------------------------- | --- | --- | --- | --- | --- | --- | --- | --- | --- | --- | --- | --- | --- | --- | --- | --- | --- | ------ |
| 1     | Dario Franchitti  | Chip Ganassi Racing                    | 32  | 52  | 12  | 26  | 35  | 31  | 50  | 41  | 15  | 53  | 30  | 28  | 35  | 53  | 32  | 40  | 51  | 616    |
| 2     | Scott Dixon       | Chip Ganassi Racing                    | 14  | 15  | 52  | 30  | 50  | 35  | 30  | 52  | 35  | 32  | 35  | 28  | 52  | 17  | 40  | 53  | 35  | 605    |
| 3     | Ryan Briscoe      | Penske Racing                          | 50  | 17  | 32  | 15  | 43  | 42  | 42  | 12  | 41  | 40  | 32  | 50  | 41  | 40  | 53  | 12  | 42  | 604    |
| 4     | Hélio Castroneves | Penske Racing                          | --  | 26  | 40  | 51  | 19  | 50  | 26  | 13  | 32  | 12  | 40  | 32  | 18  | 12  | 12  | 20  | 30  | 433    |
| 5     | Danica Patrick    | Andretti Green Racing                  | 12  | 32  | 30  | 35  | 30  | 28  | 22  | 30  | 19  | 28  | 19  | 24  | 12  | 14  | 18  | 28  | 12  | 393    |
| 6     | Tony Kanaan       | Andretti Green Racing                  | 30  | 35  | 35  | 10  | 12  | 24  | 16  | 28  | 24  | 13  | 12  | 35  | 20  | 24  | 17  | 19  | 32  | 386    |
| 7     | Graham Rahal      | Newman/Haas/Lanigan Racing             | 27  | 18  | 27  | 10  | 32  | 12  | 19  | 35  | 17  | 12  | 26  | 30  | 24  | 12  | 30  | 35  | 19  | 385    |
| 8     | Marco Andretti    | Andretti Green Racing                  | 17  | 28  | 28  | 10  | 26  | 32  | 18  | 26  | 30  | 24  | 20  | 20  | 28  | 16  | 19  | 26  | 12  | 380    |
| 9     | Justin Wilson     | Dale Coyne Racing                      | 37  | 12  | 16  | 12  | 15  | 15  | 12  | 16  | 52  | 30  | 24  | 12  | 17  | 26  | 20  | 18  | 20  | 354    |
| 10    | Dan Wheldon       | Panther Racing                         | 16  | 30  | 20  | 40  | 20  | 26  | 32  | 20  | 20  | 16  | 15  | 19  | 14  | 18  | 12  | 24  | 12  | 354    |
| 11    | Hideki Mutoh      | Andretti Green Racing                  | 15  | 12  | 24  | 20  | 24  | 12  | 35  | 32  | 12  | 18  | 16  | 17  | 30  | 30  | 12  | 16  | 28  | 353    |
| 12    | Ed Carpenter      | Vision Racing                          | 12  | 12  | 22  | 24  | 14  | 22  | 20  | 17  | 14  | 15  | 14  | 40  | 13  | 19  | 28  | 17  | 18  | 321    |
| 13    | Raphael Matos     | Luczo Dragon Racing                    | 12  | 24  | 12  | 12  | 28  | 18  | 14  | 24  | 18  | 20  | 12  | 14  | 22  | 22  | 22  | 22  | 16  | 312    |
| 14    | Mario Moraes      | KV Racing                              | 12  | 12  | 19  | 10  | 22  | 20  | 13  | 14  | 16  | 19  | 12  | 12  | --  | 32  | 35  | 30  | 26  | 304    |
| 15    | Ryan Hunter-Reay  | Vision Racing & A. J. Foyt Enterprises | 40  | 19  | 15  | 10  | 18  | 14  | 12  | 15  | 12  | 26  | 13  | 16  | 32  | 12  | 15  | 12  | 17  | 298    |
| 16    | Robert Doornbos   | Newman/Haas/Lanigan & HVM Racing       | 19  | 22  | 18  | 10  | 16  | 19  | 15  | 22  | 22  | 12  | 22  | 12  | 16  | 20  | 12  | 14  | 12  | 283    |
| 17    | Mike Conway       | Dreyer & Reinbold Racing               | 12  | 12  | 12  | 12  | 12  | 12  | 24  | 12  | 28  | 12  | 12  | 13  | 12  | 35  | 14  | 12  | 15  | 261    |
| 18    | Ernesto Viso      | HVM Racing                             | 13  | 12  | 12  | 12  | 12  | 12  | 12  | 18  | 26  | 17  | 18  | 15  | 15  | 12  | 13  | 15  | 14  | 248    |
| 19    | Will Power        | Penske Racing                          | 28  | 41  | --  | 30  | --  | --  | --  | --  | --  | 35  | 53  | 22  | --  | 6   | --  | --  | --  | 215    |
| 20    | Tomas Scheckter   | Dale Coyne & Dreyer & Reinbold         | --  | --  | --  | 18  | 17  | 17  | 28  | 19  | --  | 14  | 12  | 12  | --  | --  | 24  | 12  | 22  | 195    |
| 21    | Oriol Servià      | Rahal Letterman & Newman/Haas/Lanigan  | --  | --  | --  | 10  | --  | --  | --  | --  | --  | --  | --  | --  | 19  | 28  | 26  | 32  | --  | 115    |
| 22    | Alex Tagliani     | Conquest Racing                        | 20  | 20  | --  | 19  | --  | 16  | --  | --  | --  | 22  | 17  | --  | --  | --  | --  | --  | --  | 114    |
| 23    | Paul Tracy        | KV Racing & A. J. Foyt Enterprises     | --  | --  | --  | 22  | 13  | --  | --  | --  | 12  | 12  | 28  | --  | 26  | --  | --  | --  | --  | 113    |
| 24    | Milka Duno        | Dreyer & Reinbold Racing               | --  | --  | 14  | 12  | --  | 12  | --  | --  | 13  | --  | --  | 12  | 12  | 13  | 12  | --  | 13  | 113    |
| 25    | Sarah Fisher      | Sarah Fisher Racing                    | --  | --  | 17  | 13  | --  | 13  | --  | --  | --  | --  | --  | 18  | --  | --  | 16  | --  | 12  | 89     |
| 26    | Jaques Lazier     | Team 3G                                | --  | --  | --  | --  | --  | 12  | 17  | 12  | --  | --  | --  | 12  | --  | --  | 12  | --  | 12  | 77     |
| 27    | Richard Antinucci | Team 3G                                | --  | --  | --  | --  | --  | --  | --  | --  | 12  | 12  | 12  | --  | 12  | 15  | --  | --  | --  | 63     |
| 28    | Vítor Meira       | A. J. Foyt Enterprises                 | 22  | 16  | 12  | 12  | --  | --  | --  | --  | --  | --  | --  | --  | --  | --  | --  | --  | --  | 62     |
| 29    | Stanton Barrett   | Team 3G                                | 18  | 13  | 13  | --  | 6   | --  | --  | --  | --  | --  | --  | --  | --  | --  | --  | 12  | --  | 62     |
| 30    | Alex Lloyd        | Sam Schmidt & Newman/Haas/Lanigan      | --  | --  | --  | 17  | --  | --  | --  | --  | --  | --  | --  | --  | --  | --  | --  | --  | 24  | 41     |
| 31    | Darren Manning    | Dreyer & Reinbold Racing               | 24  | 14  | --  | --  | --  | --  | --  | --  | --  | --  | --  | --  | --  | --  | --  | --  | --  | 38     |
| 32    | Townsend Bell     | KV Racing                              | --  | --  | --  | 32  | --  | --  | --  | --  | --  | --  | --  | --  | --  | --  | --  | --  | --  | 32     |
| 33    | A. J. Foyt IV     | A. J. Foyt Enterprises                 | --  | --  | --  | 14  | --  | 12  | --  | --  | --  | --  | --  | --  | --  | --  | --  | --  | --  | 26     |
| 34    | Scott Sharp       | Panther Racing                         | --  | --  | --  | 16  | --  | --  | --  | --  | --  | --  | --  | --  | --  | --  | --  | --  | --  | 16     |
| 35    | Nelson Philippe   | HVM Racing & Conquest Racing           | --  | --  | --  | 10  | --  | --  | --  | --  | --  | --  | --  | --  | --  | 6   | --  | --  | --  | 16     |
| 36    | Kosuke Matsuura   | Conquest Racing                        | --  | --  | --  | --  | --  | --  | --  | --  | --  | --  | --  | --  | --  | --  | --  | 13  | --  | 13     |
| 37    | John Andretti     | Richard Petty Motorsports              | --  | --  | --  | 12  | --  | --  | --  | --  | --  | --  | --  | --  | --  | --  | --  | --  | --  | 12     |
| 38    | Franck Montagny   | Andretti Green Racing                  | --  | --  | --  | --  | --  | --  | --  | --  | --  | --  | --  | --  | --  | 12  | --  | --  | --  | 12     |
| 39    | Roger Yasukawa    | Dreyer & Reinbold Racing               | --  | --  | --  | --  | --  | --  | --  | --  | --  | --  | --  | --  | --  | --  | --  | 12  | --  | 12     |
| 40    | Davey Hamilton    | Dreyer & Reinbold Racing               | --  | --  | --  | 10  | --  | --  | --  | --  | --  | --  | --  | --  | --  | --  | --  | --  | --  | 10     |

## Einzelergebnisse
| Pos. | Fahrer      | STP | LBH | KAN | INDY | MIL | TXS | IOW | RIR | WGL | TOR | EDM | KTY | MDO | SNM  | CHI | MOT | HMS | Punkte |
| ---- | ----------- | --- | --- | --- | ---- | --- | --- | --- | --- | --- | --- | --- | --- | --- | ---- | --- | --- | --- | ------ |
| 1    | Franchitti  | 4   | 1*  | 18  | 7    | 3   | 5   | 1   | 2   | 15  | 1*  | 5   | 6   | 3   | 1*   | 4   | 2   | 1   | 616    |
| 2    | Dixon       | 16  | 15  | 1*  | 6*   | 1   | 3   | 5   | 1*  | 3   | 4   | 3   | 7*' | 1*  | 13   | 2   | 1*  | 3   | 605    |
| 3    | Briscoe     | 1   | 13  | 4   | 15   | 2*  | 2*  | 2*  | 19  | 2   | 2   | 4   | 1   | 2   | 2    | 1*  | 18  | 2*  | 604    |
| 4    | Castroneves |     | 7   | 2   | 1    | 11  | 1   | 7'  | 17  | 4   | 18  | 2   | 4   | 12  | 18   | 20  | 10  | 5   | 433    |
| 5    | Patrick     | 19  | 4   | 5   | 3    | 5   | 6   | 9   | 5   | 11  | 6   | 11  | 8   | 19  | 16   | 12  | 6   | 19  | 393    |
| 6    | Kanaan      | 5   | 3   | 3   | 27   | 19  | 8   | 14  | 6   | 8   | 17  | 21  | 3   | 10  | 8    | 13  | 11  | 4   | 386    |
| 7    | Rahal       | 7   | 12  | 7   | 31   | 4   | 22  | 11  | 3   | 13  | 20  | 7   | 5   | 8   | 21   | 5   | 3   | 11  | 385    |
| 8    | M Andretti  | 13  | 6   | 6   | 30   | 7   | 4   | 12  | 7   | 5   | 8   | 10  | 10  | 6   | 14   | 11  | 7   | 22  | 380    |
| 9    | Wilson      | 3*  | 22  | 14  | 23   | 15  | 15  | 18  | 14  | 1*  | 5   | 8   | 21  | 13  | 7    | 10  | 12  | 10  | 354    |
| 10   | Wheldon     | 14  | 5   | 10  | 2    | 10  | 7   | 4   | 10  | 10  | 14  | 15  | 11  | 16  | 12   | 22  | 8   | 21  | 354    |
| 11   | Mutoh       | 15  | 20  | 8   | 10   | 8   | 21  | 3   | 4   | 18  | 12  | 14  | 13  | 5   | 5    | 23  | 14  | 6   | 353    |
| 12   | Carpenter   | 18  | 18  | 9   | 8    | 16  | 9   | 10  | 13  | 16  | 15  | 16  | 2   | 17  | 11   | 6   | 13  | 12  | 321    |
| 13   | Matos       | 20  | 8   | 20  | 22   | 6   | 12  | 16  | 8   | 12  | 10  | 18  | 16  | 9   | 9    | 9   | 9   | 14  | 312    |
| 14   | Moraes      | 21  | 19  | 11  | 33   | 9   | 10  | 17  | 16  | 14  | 11  | 23  | 18  |     | 4    | 3   | 5   | 7   | 304    |
| 15   | Hunter-Reay | 2   | 11  | 15  | 32   | 12  | 16  | 19  | 15  | 21  | 7   | 17  | 14  | 4   | 19   | 15  | 21  | 13  | 298    |
| 16   | Doornbos    | 11  | 9   | 12  | 28   | 14  | 11  | 15  | 9   | 9   | 23  | 9   | 19  | 14  | 10   | 18  | 16  | 20  | 283    |
| 17   | Conway      | 22  | 21  | 19  | 18   | 20  | 19  | 8   | 18  | 6   | 22  | 20  | 17  | 20  | 3    | 16  | 22  | 15  | 261    |
| 18   | Viso        | 17  | 23  | 21  | 24   | 18  | 24  | 20  | 12  | 7   | 13  | 12  | 15  | 15  | 22   | 17  | 15  | 16  | 248    |
| 19   | Power       | 6   | 2   |     | 5    |     |     |     |     |     | 3   | 1*  | 9   |     | DNS4 | INJ | INJ | INJ | 215    |
| 20   | Scheckter   |     |     |     | 12   | 13  | 13  | 6   | 11  |     | 16  | 19  | 22  |     |      | 8   | 23  | 9   | 195    |
| 21   | Servià      |     |     |     | 26   |     |     |     |     |     |     |     |     | 11  | 6    | 7   | 4   |     | 115    |
| 22   | Tagliani    | 10  | 10  |     | 112  |     | 14  |     |     |     | 9   | 13  |     |     |      |     |     |     | 114    |
| 23   | Tracy       |     |     |     | 9    | 17  |     |     |     | 20  | 19  | 6   |     | 7   |      |     |     |     | 113    |
| 24   | Duno        |     |     | 16  | 20   |     | 23  |     |     | 17  |     |     | 20  | 21  | 17   | 21  |     | 17  | 113    |
| 25   | Fisher      |     |     | 13  | 17   |     | 17  |     |     |     |     |     | 12  |     |      | 14  |     | 18  | 89     |
| 26   | J Lazier    |     |     |     |      |     | 18  | 13  | 20  |     |     |     | 23  |     |      | 19  |     | 23  | 77     |
| 27   | Antinucci   |     |     |     |      |     |     |     |     | 19  | 21  | 22  |     | 18  | 15   |     |     |     | 63     |
| 28   | Meira       | 9   | 14  | 22  | 213  | INJ | INJ | INJ | INJ | INJ | INJ | INJ | INJ | INJ | INJ  | INJ | INJ | INJ | 62     |
| 29   | Barrett     | 12  | 17  | 17  | DNQ  | DNS |     |     |     |     |     |     |     |     |      |     | 19  |     | 62     |
| 30   | Lloyd       |     |     |     | 13   |     |     |     |     |     |     |     |     |     |      |     |     | 8   | 41     |
| 31   | Manning     | 8   | 16  |     |      |     |     |     |     |     |     |     |     |     |      |     |     |     | 38     |
| 32   | Bell        |     |     |     | 4    |     |     |     |     |     |     |     |     |     |      |     |     |     | 32     |
| 33   | Foyt        |     |     |     | 16   |     | 20  |     |     |     |     |     |     |     |      |     |     |     | 26     |
| 34   | Sharp       |     |     |     | 14   |     |     |     |     |     |     |     |     |     |      |     |     |     | 16     |
| 35   | Philippe    |     |     |     | 25   |     |     |     |     |     |     |     |     |     | DNS4 | INJ | INJ | INJ | 16     |
| 36   | Matsuura    |     |     |     |      |     |     |     |     |     |     |     |     |     |      |     | 17  |     | 13     |
| 37   | J Andretti  |     |     |     | 19   |     |     |     |     |     |     |     |     |     |      |     |     |     | 12     |
| 38   | Montagny    |     |     |     |      |     |     |     |     |     |     |     |     |     | 20   |     |     |     | 12     |
| 39   | Yasukawa    |     |     |     |      |     |     |     |     |     |     |     |     |     |      |     | 20  |     | 12     |
| 40   | Hamilton    |     |     |     | 29   |     |     |     |     |     |     |     |     |     |      |     |     |     | 10     |
|      | Junqueira   |     |     |     | DNS2 |     |     |     |     |     |     |     |     |     |      |     |     |     | 0      |
|      | B Lazier    |     |     |     | DNQ  |     |     |     |     |     |     |     |     |     |      |     |     |     | 0      |
| Pos. | Fahrer      | STP | LBH | KAN | INDY | MIL | TXS | IOW | RIR | WGL | TOR | EDM | KTY | MDO | SNM  | CHI | MOT | HMS | Punkte |

| Farbe      | Bedeutung                                          |
| ---------- | -------------------------------------------------- |
| Gold       | Sieger                                             |
| Silber     | 2. Platz                                           |
| Bronze     | 3. Platz                                           |
| Grün       | 4. und 5. Platz                                    |
| Hellblau   | 6. bis 10. Platz                                   |
| Dunkelblau | Rennen beendet (außerhalb der ersten zehn Piloten) |
| Violett    | Rennen nicht beendet                               |
| Rot        | nicht qualifiziert (DNQ)                           |
| Schwarz    | disqualifiziert (DSQ)                              |
| Weiß       | nicht am Start (DNS)                               |
| Weiß       | zurückgezogen (WD)                                 |
| Weiß       | Rennen abgesagt (C)                                |
| Blanko     | nicht teilgenommen                                 |
| Blanko     | nicht erschienen (DNA)                             |
| Blanko     | verletzt oder krank (INJ)                          |
| Blanko     | ausgeschlossen (EX)                                |

| Weitere Notation   |                                                   |
| Fett               | Pole-Position (1 Punkt)                           |
| Kursiv             | Schnellste Rennrunde                              |
| *                  | Meiste Führungsrunden (2 Punkte)                  |
| '                  | Qualifying abgebrochen keinen Bonuspunkt erhalten |
| Rookie of the Year |                                                   |
| Rookie             |                                                   |

| Farbe      | Bedeutung                                          |
| ---------- | -------------------------------------------------- |
| Gold       | Sieger                                             |
| Silber     | 2. Platz                                           |
| Bronze     | 3. Platz                                           |
| Grün       | 4. und 5. Platz                                    |
| Hellblau   | 6. bis 10. Platz                                   |
| Dunkelblau | Rennen beendet (außerhalb der ersten zehn Piloten) |
| Violett    | Rennen nicht beendet                               |
| Rot        | nicht qualifiziert (DNQ)                           |
| Schwarz    | disqualifiziert (DSQ)                              |
| Weiß       | nicht am Start (DNS)                               |
| Weiß       | zurückgezogen (WD)                                 |
| Weiß       | Rennen abgesagt (C)                                |
| Blanko     | nicht teilgenommen                                 |
| Blanko     | nicht erschienen (DNA)                             |
| Blanko     | verletzt oder krank (INJ)                          |
| Blanko     | ausgeschlossen (EX)                                |

| Weitere Notation   |                                                   |
| Fett               | Pole-Position (1 Punkt)                           |
| Kursiv             | Schnellste Rennrunde                              |
| *                  | Meiste Führungsrunden (2 Punkte)                  |
| '                  | Qualifying abgebrochen keinen Bonuspunkt erhalten |
| Rookie of the Year |                                                   |
| Rookie             |                                                   |

Die Punkte wurden nach folgendem Schema vergeben:
| Position | 1  | 2  | 3  | 4  | 5  | 6  | 7  | 8  | 9  | 10 | 11 | 12 | 13 | 14 | 15 | 16 | 17 | 18 | 19 | 20 | 21 | 22 | 23 | 24 | 25 |
| -------- | -- | -- | -- | -- | -- | -- | -- | -- | -- | -- | -- | -- | -- | -- | -- | -- | -- | -- | -- | -- | -- | -- | -- | -- | -- |
| Punkte   | 50 | 40 | 35 | 32 | 30 | 28 | 26 | 24 | 22 | 20 | 19 | 18 | 17 | 16 | 15 | 14 | 13 | 12 | 12 | 12 | 12 | 12 | 12 | 12 | 10 |

Außerdem gibt es einen Zusatzpunkt für die Pole-Position und zwei zusätzliche Punkte für den Fahrer, der das Rennen die meisten Runden angeführt hat.
Anmerkungen:
2 Bruno Junqueira qualifizierte sich für das Indy 500, wurde aber durch Alex Tagliani ersetzt, der sich mit seinem Auto nicht qualifizieren konnte.

3 Vitor Meira verletzte sich beim Indy 500 schwer und fiel für den Rest der Saison aus.

4 Will Power und Nelson Philippe hatten einen schweren Trainingsunfall. Power brach sich dabei die Wirbel L2 und L4, Philippe brach sich sein linkes Bein.